# Kenotaf
En kenotaf [ke-] (grekiska: kenota'phion, av keno's: "tom" och ta'phos: "grav") eller skengrav är en sorts gravmonument. Det är rest till minne av avliden person vars kvarlevor gått förlorade eller gravsatts på annan plats.
I den egyptiska dödskulten var det från Mellersta rikets tid (cirka 2040–1675 f.Kr.) önskvärt att försäkra sig om en kenotaf i Abydos, om man inte verkligen begravdes där. I antikens Grekland var uppförandet av en kenotaf i förekommande fall nödvändigt för att ge en "vilsen själ" en viloplats. Även kulturellt betingade hyllningsmonument kunde dock utföras i form av gravar. I Makpelagrottan, Hebron, finns bland andra patriarken Abrahams kenotaf.
Välkända sentida exempel utgör bland annat Dantes kenotaf i Basilica di Santa Croce di Firenze i Florens och Birger jarls vid Stockholms stadshus. De riktiga gravarna finns i Ravenna respektive Varnhem. Ett annat viktigt minnesmärke är The Cenotaph av Edwin Lutyens vid Whitehall i London, numera minnesmärke över båda världskrigens stupade britter.